# Barbadoska nogometna reprezentacija
Barbadoska nogometna reprezentacija (eng. Barbados national football team‎) je nacionalni nogometni sastav Barbadosa, kojeg kontrolira Barbadoski nogometni savez (eng. Barbados Football Association). Prvu utakmicu reprezentacija je odigrala u 11. veljače 1931. protiv Martinika te pobijedila s 3:2.
Barbados je punopravni član CONCACAF i FIFA - kontinentalnih i međunarodnih nogometnih saveza te nosi Fifin kod - BRB. Također, reprezentacija je članica i karibskog nogometnog saveza CFU. Službeni domaći stadion je Barbadoski nacionalni stadion.
Budući da je Barbados do 1966. bio britanska kolonija, reprezentacija je do nacionalne nezavosnosti nastupala pod nazivom Britanski Barbados.
Reprezentacija se do sada nije uspjela kvalificirati na Svjetsko ili kontinentalno nogometno prvenstvo. Od značajnijih rezultata, Barbados se 2001. plasirao u polufinale kontinentalnih kvalifikacija za Svjetsko prvenstvo 2002. u Južnoj Koreji i Japanu. Tada je reprezentacija u prvoj utakmici neeočekivano pobijedila Kostariku s 2:1 ali je izgubila sljedećih pet utakmica u kvalifikacijskoj skupini.
Od ostalih većih rezultata tu je i rezultat 1:1 u domaćoj prijateljskoj utakmici protiv Sjeverne Irske.

## Barbadoski reprezentativci

#### Širi popis
| #         | Pozicija    | Ime                | Datum rođenja       | Klub                      |
| --------- | ----------- | ------------------ | ------------------- | ------------------------- |
| 1         | vratar      | Jason Boxhill      | 21. svibnja 1983.   | Paradise SC               |
| 12        | vratar      | Adrian Chase       | 6. studenog 1973.   | Youth Milan FC            |
| 21        | vratar      | Kerry Holder       | ???                 | Barbados Defence Force SC |
|           | vratar      | Alvin Rouse        | 13. kolovoza 1982.  | Longford Town             |
| 3         | branič      | Daryl Ferguson     | 4. lipnja 1985.     | Fredericksburg Hotspur    |
| 4         | branič      | Omar Archer        | 20. kolovoza 1980.  | Brittons Hill             |
| 5         | branič      | Bryan Neblett      | 12. listopada 1978. | Notre Dame SC             |
| 6         | branič      | Barry Skeete       | 18. siječnja 1984.  | Barbados Defence Force SC |
| 16        | branič      | Jason Carter       | 15. siječnja 1981.  | bez kluba                 |
| 18        | branič      | Sheridan Grosvenor | 27. srpnja 1978.    | Notre Dame SC             |
| 19        | branič      | Jonathan Straker   | 16. listopada 1979. | Barbados Defence Force SC |
| 22        | branič      | Emmerson Boyce     | 24. rujna 1979.     | Wigan                     |
| 2         | vezni       | Rommel Burgess     | 14. ožujka 1982.    | New Hampshire Phantoms    |
| 7         | vezni       | Kadeem Atkins      | 1. siječnja 1992.   | bez kluba                 |
| 10        | vezni       | Norman Forde       | 30. travnja 1977.   | Youth Milan FC            |
| 13        | vezni       | Rashida Williams   | 11. travnja 1982.   | Notre Dame SC             |
| 15        | vezni       | Terry Adamson      | 26. srpnja 1980.    | bez kluba                 |
| 17        | vezni       | John Parris        | 26. travnja 1974.   | Notre Dame SC             |
| 23        | vezni       | Louis Moss         | 23. listopada 1992. | Wrexham                   |
|           | vezni       | Louie Soares       | 8. siječnja 1985.   | Hayes & Yeading United    |
|           | vezni       | Paul Ifill         | 20. listopada 1979. | Wellington Phoenix        |
| 8         | napadač     | Mario Harte        | 30. kolovoza 1988.  | Barbados Defence Force SC |
| 9         | napadač     | Riviere Williams   | 28. travnja 1982.   | Barbados Defence Force SC |
| 11        | napadač     | Jon Nurse          | 28. ožujka 1981.    | Dagenham & Redbridge      |
| 14        | napadač     | Dwayne Stanford    | ???                 | Beverly Hills FC          |
| 20        | napadač     | Jonathan Forte     | 25. srpnja 1986.    | Southampton               |
| 24        | napadač     | Dwayne Mars        | 9. veljače 1992.    | Notre Dame SC             |
| 25        | napadač     | Neil Harvey        | 6. kolovoza 1983.   | Marine                    |
|           | napadač     | Mark McCammon      | 7. kolovoza 1978.   | Braintree Town            |
| Izbornik: | Colin Forde |                    |                     |                           |

## Izbornici Barbadosa kroz povijest
| - Keith Griffith - Sherlock Yarde - Mark Doherty - Daniel Reid - Horace Beckles (2000.) |  | - Kenville Layne (2004.) - Eyre Sealy (2008. – 2010.) - Thomas Jordan ( - ožujak 2011.) - Colin Forde (ožujak 2011.) |

## Vanjske poveznice
- Profil reprezentacije na FIFA.com  Arhivirana inačica izvorne stranice od 21. rujna 2013. (Wayback Machine)